# Chrysolina neglecta
Chrysolina neglecta is een keversoort uit de familie bladkevers (Chrysomelidae). De wetenschappelijke naam van de soort werd in 1998 gepubliceerd door Bienkowski.